# Mark Parkinson

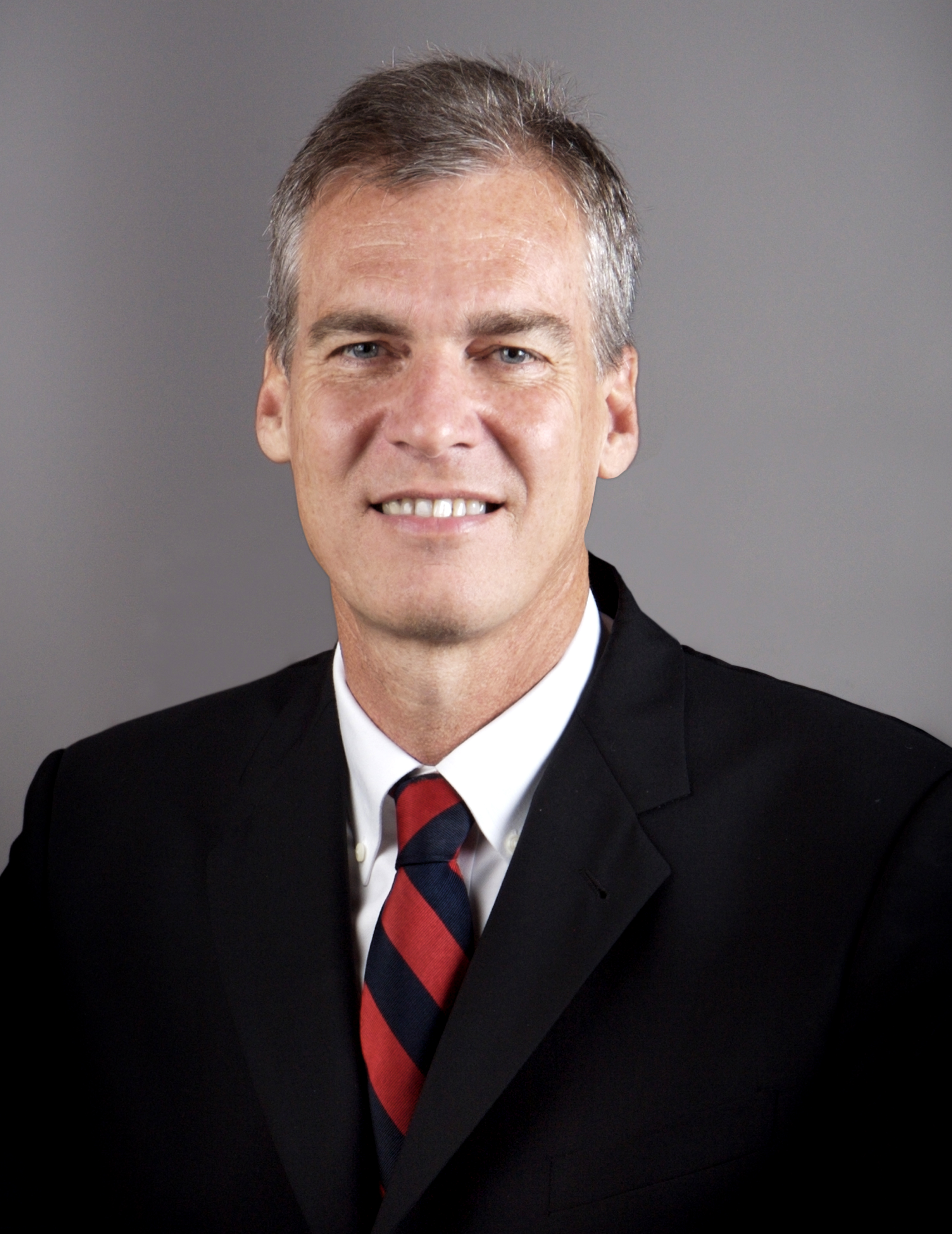
Mark Parkinson

Mark Vincent Parkinson (* 24. Juni 1957 in Wichita, Kansas) ist ein US-amerikanischer Jurist und Politiker. Der frühere Republikaner und jetzige Demokrat übte von 2009 bis 2011 das Amt des Gouverneurs im Bundesstaat Kansas aus. Er folgte aus dem Amt des Vizegouverneurs auf Kathleen Sebelius, nachdem diese am 28. April 2009 als neue Gesundheitsministerin der Vereinigten Staaten bestätigt worden war.

## Leben
Parkinsons Familie stammt ursprünglich aus dem Scott County im äußersten ländlichen Westen von Kansas und besitzt dort noch immer eine Farm. Er besuchte zunächst die Highschool in Wichita, machte dann 1980 seinen Summa-cum-laude-Abschluss an der Wichita State University und war schließlich 1984 Jahrgangsbester der Law School an der University of Kansas. Danach machte er sich als Anwalt selbständig und eröffnete mit Parkinson, Foth & Orrick seine eigene Kanzlei. 1996 zog er sich aus dieser Branche zurück und begann damit, Einrichtungen für das betreute Wohnen zu entwickeln.

## Politik
Seine politische Laufbahn begann 1991, als er für die Republikaner ins Repräsentantenhaus von Kansas einzog, dem er bis 1992 angehörte. Von 1993 bis 1997 war Parkinson dann Staatssenator. Zwischen 1999 und 2003 stand er der Republikanischen Partei von Kansas als Chairman vor. 2004 wurde er Vorsitzender der Handelskammer von Shawnee, im folgenden Jahr übernahm er die Leitung aller sechs Handelskammern im Johnson County.
Im Mai 2006 gab Gouverneurin Kathleen Sebelius bekannt, dass Parkinson seine Parteizugehörigkeit gewechselt habe und den Demokraten beigetreten sei. Gleichzeitig präsentierte sie ihn als ihren Kandidaten für das Amt des Vizegouverneurs bei der bevorstehenden Wahl; Amtsinhaber John E. Moore, ebenfalls ein Republikaner, der kurz vor seiner Wahl zum Vizegouverneur zu den Demokraten übergetreten war, verzichtete auf eine erneute Kandidatur. Die Republikaner kritisierten Parkinson für seinen Parteiwechsel scharf und verwiesen darauf, dass er Gouverneurin Sebelius vier Jahre zuvor noch abfällig als „linksgerichtete und liberale Demokratin“ bezeichnet habe. In seiner Antwort räumte Parkinson ein, mit seiner damaligen Einschätzung einen Fehler begangen zu haben. Sein Parteiwechsel wurde vereinzelt als opportunistische Handlung bezeichnet, aber auch als beispielhaft für den erbitterten Kampf zwischen Gemäßigten und Konservativen in der Republikanischen Partei von Kansas angesehen.
Nach der Bestätigung von Kathleen Sebelius als US-Gesundheitsministerin durch den Senat trat Mark Parkinson ihre Nachfolge an. Er war damit der 45. Gouverneur in der Geschichte des Bundesstaates. Die Amtszeit endete im Januar 2011; Parkinson hatte schon frühzeitig verkündet, dass er sich bei der Gouverneurswahl im November 2010 nicht erneut für den Posten bewerben wolle. Stattdessen wurde er CEO der American Health Care Association. Sein Nachfolger wurde der Republikaner Sam Brownback.